# Copelatus amazonicus
Copelatus amazonicus är en skalbaggsart som beskrevs av Régimbart 1889. Copelatus amazonicus ingår i släktet Copelatus och familjen dykare. Inga underarter finns listade i Catalogue of Life.